# Steve Harris
Steve Harris (teljes nevén Stephen Percival Harris) (London, 1956. március 12. –) brit basszusgitáros, dalszövegíró, az Iron Maiden zenekar alapító tagja és vezetője.

## Pályafutása
17 éves korában autodidakta módon sajátította el a basszusgitározást, majd az Influence együttesben kezdte pályafutását, amely nem sokkal később felvette a Gypsy's Kiss nevet. Ezután a Smiler együttes tagja volt, majd 1975-ben megalapította az Iron Maident, amely máig a világ egyik legismertebb heavy metal zenekara.
Zenei pályafutása előtt a West Ham United ificsapatában játszott, ahol nagy tehetségnek számított, ám végül a zene mellett tette le a voksát. Focirajongása azonban máig megmaradt és közismert a rajongók körében.
A West Ham szurkolói körében elterjedt buzdítás az Up the Hammers vagy Up the Irons kiáltás. Utóbbit időközben a Maiden rajongói is átvették.
Játékára nagy hatással volt többek között John Paul Jones (Led Zeppelin), John Deacon (Queen), Chris Squire (Yes), Phil Lynott (Thin Lizzy) és John Entwistle (The Who). Lánya, Lauren Harris szintén zenész, aki zenekarával koncerteken 2006 óta rendszeresen fellép az Iron Maiden előtt.
2012 szeptemberében megjelentette első szólólemezét British Lion címmel. 2016 novemberében a lemez turnéja Magyarországot is érintette: november 20-án, Budapesten, a Barba Negra Music Clubban lépett fel a produkció.
Első feleségétől,Lorraine-től és jelenlegi párjától, Emmától összesen 6 gyereke született. Közülük ketten szintén zenei pályára léptek: legidősebb gyermeke, Lauren, énekesnő, míg legidősebb fia, George, a The Raven Age zenekar gitárosa. Másodikként született lánya, Kerry az Iron Maiden produkciós asszisztense. További gyermekei: Faye (Lorraine-től), Stanley és Maisie (Emmától).

## Diszkográfia

### Iron Maiden
- Iron Maiden (1980)
- Killers (1981)
- The Number of the Beast (1982)
- Piece of Mind (1983)
- Powerslave (1984)
- Somewhere in Time (1986)
- Seventh Son of a Seventh Son (1988)
- No Prayer for the Dying (1990)
- Fear of the Dark (1992)
- The X Factor (1995)
- Virtual XI (1998)
- Brave New World (2000)
- Dance of Death (2003)
- A Matter of Life and Death (2006)
- The Final Frontier (2010)
- The Book of Souls (2015)
- Senjutsu (2021)

### Szólólemez
- British Lion (2012)